# Diane (Vouet)
Pour les articles homonymes, voir Diane.
Diana ou Diane est un tableau à sujet mythologique réalisé par Simon Vouet en 1637. Il a été produit à Paris et envoyé en Angleterre dans le cadre de la dot de la sœur de Louis XIII, Henriette Marie de France, lors de son mariage avec Charles Ier d'Angleterre. Il fait toujours partie de la collection royale et se trouve actuellement au Château de Hampton Court.

## Sources
- Notice du musée